# Supercopa Libertadores de 1988
A Supercopa Libertadores 1988 foi a primeira edição deste torneio de futebol que reunia os clubes campeões da Taça Libertadores da América. O campeão foi o Racing, da Argentina, que na final venceu a equipe Cruzeiro, do Brasil.
Devido ao fato do número de participantes ser ímpar (13, no total), algumas equipes passavam diretamente à fase seguinte, definidas através de sorteio.

## Participantes
| Argentina          |                |                                                                      |
| Clube              | Cidade         | Classificação                                                        |
| ------------------ | -------------- | -------------------------------------------------------------------- |
| Argentinos Juniors | Buenos Aires   | Campeão da Libertadores de 1985                                      |
| Boca Juniors       | Buenos Aires   | Campeão da Libertadores de 1977 e 1978                               |
| Estudiantes        | La Plata       | Campeão da Libertadores de 1968, 1969 e 1970                         |
| Independiente      | Avellaneda     | Campeão da Libertadores de 1964, 1965, 1972, 1973, 1974, 1975 e 1984 |
| Racing             | Avellaneda     | Campeão da Libertadores de 1967                                      |
| River Plate        | Buenos Aires   | Campeão da Libertadores de 1986                                      |
| Brasil             |                |                                                                      |
| Clube              | Cidade         | Classificação                                                        |
| Cruzeiro           | Belo Horizonte | Campeão da Libertadores de 1976                                      |
| Flamengo           | Rio de Janeiro | Campeão da Libertadores de 1981                                      |
| Grêmio             | Porto Alegre   | Campeão da Libertadores de 1983                                      |
| Santos             | Santos         | Campeão da Libertadores de 1962 e 1963                               |
| Paraguai           |                |                                                                      |
| Clube              | Cidade         | Classificação                                                        |
| Olimpia            | Assunção       | Campeão da Libertadores de 1979                                      |
| Uruguai            |                |                                                                      |
| Clube              | Cidade         | Classificação                                                        |
| Nacional           | Montevidéu     | Campeão da Libertadores de 1971 e 1980                               |
| Peñarol            | Montevidéu     | Campeão da Libertadores de 1960, 1961, 1966, 1982 e 1987             |

## Tabela

### Primeira fase
Jogos de ida
| 10 de fevereiro de 1988 | Independiente | 1 – 2 | Cruzeiro                  | La Doble Visera, Avellaneda (Argentina) |
| 21:00 h (UTC-3)         | Merlini 83'   |       | Vilmar 59' · Hamílton 62' | Público: 35,137 Árbitro: Carlos Maciel  |

- Independiente: Islas; Paschoal, Delgado, Monzón e Enrique; Giusti, Ríos e Bochini; Merlini, Navarro (Reinoso) e Barberón. Técnico: Jorge Solari.
- Cruzeiro: Gomes; Balu, Vilmar, Heraldo e Wladimir; Ademir, Heriberto e Careca; Robson, Hamílton e Édson. Técnico: Formiga.

| 24 de fevereiro de 1988 | Racing                        | 2 – 0 | Santos | Juan Domingo Perón, Avellaneda (Argentina) |
| 21:15 h (UTC-3)         | Iglesias 30' · Colombatti 46' |       |        | Árbitro: Juan Daniel Cardelino             |

- Racing: Fillol; Vázquez, Gustavo Costas, Fabbri e Olarán; Ludueña, Colombatti e Acuña (Szulz); Medina Bello, Catalán (Fernández) e Iglesias. Técnico: Alfio Basile.
- Santos: Rodolfo Rodríguez; Ijuí, Davi, Celso e Luisinho; César Ferreira, César Sampaio e Luvanor (Marco Antônio Cipó); Edson (Juninho), Chicão e Zizinho. Técnico: Geninho.

| 2 de março de 1988 | Boca Juniors | 1 – 0 | Grêmio | La Bombonera, Buenos Aires (Argentina) |
|                    | Comas 4'     |       |        | Árbitro: Gastón Castro                 |

- Boca Juniors: Gatti; Abramovich, Tavares, Cuciuffo e Hrabina; Stafuzza (Musladini), Carrizo, Melgar e Villareal (Hoyos); Gutiérrez e Comas. Técnico: José Omar Pastoriza.
- Grêmio: Mazarópi; João Antonio, Amaral, Luís Eduardo e Aírton; Bonamigo, Cristóvão, Cláudio Freitas (Helinho) e Valdo; Cuca e Lima (Serginho). Técnico: Otacílio Gonçalves.

| 30 de março de 1988 | Estudiantes | 1 – 1 | Flamengo  | José Amalfitani, Buenos Aires (Argentina) |
|                     | Gissi 15'   |       | Bebeto 8' | Público: 5,813 Árbitro: Hernán Silva      |

- Estudiantes: Battaglia; Craviotto, Iribarren, Agüero e Herrera; Miguel Russo, Gissi (Peinado) e Trobbiani (González); Cardoso, Insúa e Gurrieri. Técnico: Roberto Avalos.
- Flamengo: Zé Carlos; Jorginho, Leandro (Zé Carlos II), Edinho e Leonardo; Andrade, Ailton e Henágio (Luís Henrique); Renato Gaúcho, Bebeto e Zinho. Técnico: Carlinhos.

| 6 de abril de 1988 | Peñarol | 1 – 0 | Argentinos Juniors | Centenario, Montevidéu (Uruguai) |
|                    | Herrera |       |                    |                                  |

| 13 de abril de 1988 | Olimpia           | 2 – 0 | River Plate | Defensores del Chaco, Assunção (Paraguai) |
|                     | Ramírez · Mendoza |       |             |                                           |

Jogos de volta
| 25 de fevereiro de 1988 | Cruzeiro      | 1 – 0 | Independiente | Mineirão, Belo Horizonte (MG)           |
| 21:00 h (UTC-3)         | Heriberto 23' |       |               | Público: 14,856 Árbitro: Luis Barrancos |

- Cruzeiro: Wellington; Balu, Vilmar, Heraldo e Wladimir; Ademir, Heriberto e Careca (Éder); Robson, Hamílton e Édson. Técnico: Formiga.
- Independiente: Islas; Clausen, Monzón, Villaverde e Enrique; Giusti, Ríos (Ingrao) e Bochini; Merlini (Ramos), Navarro e Lobo. Técnico: Jorge Solari.

| 3 de março de 1988 | Santos | 0 – 0 | Racing | Vila Belmiro, Santos (SP)              |
| 21:30 h (UTC-3)    |        |       |        | Público: 3,663 Árbitro: Jorge Orellana |

- Santos: Rodolfo Rodríguez; Raul, Nildo, Celso e Luisinho; César Sampaio, Júnior e Marco Antônio Cipó; Edson, Chicão (César Ferreira) e Edelvan (Tuíco). Técnico: Geninho.
- Racing: Fillol; Vázquez (Saporiti), Gustavo Costas, Fabbri e Olarán; Acuña, Ludueña, Colombatti (Fabio Costas); Rubén Paz, Medina Bello e Iglesias. Técnico: Alfio Basile.

| 16 de março de 1988 | Grêmio             | 2 – 0 | Boca Juniors | Olímpico, Porto Alegre (RS)  |
|                     | Lima 4' · Cuca 38' |       |              | Árbitro: José Martínez Bazán |

- Grêmio: Mazarópi; Alfinete, Amaral, Luís Eduardo e Aírton; Bonamigo, Cristóvão, Cuca (Cláudio Freitas) e Valdo; Lima e Jorge Veras. Técnico: Otacílio Gonçalves.
- Boca Juniors: Genaro; Abramovich, Tavares, Cuciuffo e Hrabina; Rinaldi, Carrizo, Melgar e Graciani (Stafuzza); Gutiérrez (Hoyos) e Comas. Técnico: José Omar Pastoriza.

| 5 de abril de 1988 | Flamengo                                          | 3 – 0 | Estudiantes | Maracanã, Rio de Janeiro (RJ)       |
|                    | Luís Henrique 4' · Renato Gaúcho 72' · Bebeto 88' |       |             | Público: 8,653 Árbitro: Juan Ortubé |

- Flamengo: Zé Carlos; Jorginho, Zé Carlos II, Edinho e Leonardo; Andrade, Ailton e Luís Henrique (Henágio); Renato Gaúcho, Bebeto e Zinho. Técnico: Carlinhos.
- Estudiantes: Battaglia; Craviotto, Iribarren, Agüero e Herrera; Miguel Russo, Gissi (González) e Trobbiani (Alejandro Russo); Cardoso, Insúa e Gurrieri. Técnico: Roberto Avalos.

| 15 de abril de 1988 | Argentinos Juniors  | 2 – 0 | Peñarol | Buenos Aires (Argentina) |
|                     | Espíndola · Batista |       |         |                          |

| 20 de abril de 1988 | River Plate          | 4 – 0 | Olimpia | Monumental de Nuñez, Buenos Aires (Argentina) |
|                     | Alzamendi · Da Silva |       |         |                                               |

* Por sorteio, o Nacional entrou direto nas quartas-de-final.

### Quartas-de-final
Jogos de ida
| 28 de abril de 1988 | Nacional                           | 3 – 0 | Flamengo | Centenario, Montevidéu (Uruguai) |
|                     | Lemos 14' · Sergio Olivera 65' 69' |       |          | Árbitro: Carlos Espósito         |

- Nacional: Seré; Tony Gómez, Saravia, Revelez e Pintos Saldanha; Cardaccio, Lemos e Vargas (Ostolaza); Castro, Morán e Sergio Olivera (Lopez). Técnico: Roberto Fleitas.
- Flamengo: Zé Carlos; Jorginho, Leandro, Edinho e Leonardo; Andrade, Ailton e Luís Henrique; Alcindo, Paloma (Henágio) e Zinho. Técnico: Carlinhos.

| 3 de maio de 1988 | Grêmio    | 1 – 0 | River Plate | Olímpico, Porto Alegre (RS) |
|                   | Valdo 13' |       |             | Árbitro: Carlos Maciel      |

- Grêmio: Mazarópi; Amaral, Astengo, Luís Eduardo e João Antônio; Cristóvão, Bonamigo e Cuca; Valdo, Lima e Jorge Veras (Helinho). Técnico: Otacílio Gonçalves.
- River Plate: Pumpido; Borelli, Gutiérrez, Ruggieri e Erbín; Troglio, Corti e Palma; Alzamendi, Da Silva (Enrique) e Caniggia (Centurión). Técnico: Carlos Griguol.

| 5 de maio de 1988 | Cruzeiro  | 1 – 0 | Argentinos Juniors | Mineirão, Belo Horizonte (MG) |
| 21:30 h (UTC-3)   | Ramon 77' |       |                    | Árbitro: Hernán Silva         |

- Cruzeiro: Gomes; Balu, Heraldo, Gilmar Francisco e Wladimir; Ademir, Heriberto e Careca; Robson, Hamilton e Édson (Ramon). Técnico: Carlos Alberto Silva.
- Argentinos Juniors: Goyén; Villalba, Lorenzo, Olguín e Mayor; Batista, Castillo e Commisso (Redondo); Castro, Espíndola e Ereros. Técnico: Armando Mareque.

Jogos de volta
| 4 de maio de 1988 | Flamengo | 0 – 2 | Nacional       | Maracanã, Rio de Janeiro (RJ) |
| 21:30 h (UTC-3)   |          |       | Castro 35' 70' | Árbitro: Jorge Romero         |

- Flamengo: Zé Carlos; Leandro Silva, Leandro, Zé Carlos II e Jorginho; Andrade, Ailton e Henágio; Alcindo, Bebeto e Zinho. Técnico: Carlinhos.
- Nacional: Seré; Tony Gómez, Saravia, Revelez e Pintos Saldanha; Cardaccio, Morán e Lemos; Castro, Vargas e Sergio Olivera (Ostolaza). Técnico: Roberto Fleitas.

| 11 de maio de 1988 | River Plate                          | 3 – 1 | Grêmio   | Monumental de Nuñez, Buenos Aires (Argentina) |
| 21:30 h (UTC-3)    | Alfinete 25' (C) · Alzamendi 83' 89' |       | Lima 47' | Árbitro: Luis Barrancos                       |

- River Plate: Pumpido; Borelli, Gutiérrez, Ruggieri e Erbín (Enrique); Troglio, Corti e Palma; Alzamendi, Da Silva e Caniggia. Técnico: Carlos Griguol.
- Grêmio: Mazarópi; Alfinete, Astengo, Luís Eduardo e Aírton; Amaral, Bonamigo e Cuca; Valdo, Lima e Jorge Veras (João Antônio). Técnico: Otacílio Gonçalves.

| 18 de maio de 1988 | Argentinos Juniors | 0 – 1 | Cruzeiro      | José Amalfitani, Buenos Aires (Argentina) |
|                    |                    |       | Heriberto 89' |                                           |

* Por sorteio, o Racing entrou direto nas semifinais.

### Semifinais
Jogos de ida
| 25 de maio de 1988 | Racing            | 2 – 1 | River Plate | Juan Domingo Perón, Avellaneda (Argentina) |
|                    | Fernández 47' 62' |       | Borelli 45' | Árbitro: Juan Carlos Lousteau              |

| 30 de maio de 1988 | Nacional                            | 3 – 2 | Cruzeiro                | Centenario, Montevidéu (Uruguai) |
|                    | Sergio Olivera 45' 63' · Vargas 74' |       | Careca 64' · Ademir 72' | Árbitro: Gastón Castro           |

- Nacional: Seré; Tony Gómez, Saraiva, Revelez e Pintos Saldanha; Morán (Ostolaza), Cardaccio e Lemos; Vargas, Castro e Sergio Olivera (Guerra). Técnico: Roberto Fleitas.
- Cruzeiro: Wellington; Balu, Vilmar, Heraldo e Wladimir; Ademir, Heriberto e Careca; Robson, Hamilton e Ramon. Técnico: Carlos Alberto Silva.

Jogos de volta
| 1º de junho de 1988 | River Plate       | 1 – 1 | Racing     | Monumental de Nuñez, Buenos Aires (Argentina) |
|                     | Gutiérrez 67' (P) |       | Fabbri 90' | Árbitro: Carlos Espósito                      |

| 3 de junho de 1988 | Cruzeiro   | 1 – 0 | Nacional | Mineirão, Belo Horizonte (MG)                      |
| 21:30 h (UTC-3)    | Robson 65' |       |          | Público: 90,469 pagantes Árbitro: Ricardo Calabria |

- Cruzeiro: Wellington; Balu, Vilmar, Ademir e Wladimir; Éder, Heriberto e Careca; Robson (Ronaldinho), Hamilton e Ramon (Genilson). Técnico: Carlos Alberto Silva.
- Nacional: Seré; Tony Gómez, Saraiva, Revelez e Pintos Saldanha; Lemos, Ostolaza e Cardaccio; Vargas, Castro (Morán) e Sergio Olivera. Técnico: Roberto Fleitas.

### Finais
1° jogo
| 13 de junho de 1988 | Racing                         | 2 – 1 | Cruzeiro   | Juan Domingo Perón, Avellaneda (Argentina) |
| 15:00 h (UTC-3)     | Fernández 44' · Colombatti 88' |       | Robson 36' | Árbitro: Hernán Silva                      |

| Racing | Cruzeiro |

| RACING:       |  |                |  |     |
|               |  |                |  |     |
| G             |  | Fillol         |  |     |
| LD            |  | Vázquez        |  |     |
| Z             |  | Gustavo Costas |  |     |
| Z             |  | Fabbri         |  |     |
| LE            |  | Olarán         |  |     |
| V             |  | Acuña          |  | 76' |
| V             |  | Ludueña        |  |     |
| M             |  | Colombatti     |  |     |
| M             |  | Rubén Paz      |  |     |
| A             |  | Catalán        |  | 64' |
| A             |  | Fernández      |  |     |
| Substituição: |  |                |  |     |
| A             |  | Medina Bello   |  | 64' |
| M             |  | Pérez          |  | 76' |
| Treinador:    |  |                |  |     |
| Alfio Basile  |  |                |  |     |

| CRUZEIRO:            |  |                  |  |     |
|                      |  |                  |  |     |
| G                    |  | Wellington       |  |     |
| LD                   |  | Ronaldinho       |  |     |
| Z                    |  | Gilmar Francisco |  |     |
| Z                    |  | Heraldo          |  |     |
| LE                   |  | Wladimir         |  |     |
| V                    |  | Éder             |  |     |
| V                    |  | Ademir           |  |     |
| M                    |  | Heriberto        |  |     |
| M                    |  | Anderson         |  | 66' |
| A                    |  | Robson           |  |     |
| A                    |  | Careca           |  |     |
| Substituição:        |  |                  |  |     |
| LE                   |  | Genilson         |  | 66' |
| Treinador:           |  |                  |  |     |
| Carlos Alberto Silva |  |                  |  |     |

2° jogo
| 18 de junho de 1988 | Cruzeiro   | 1 – 1 | Racing      | Mineirão, Belo Horizonte (MG) |
| 20:20 h (UTC-3)     | Robson 82' |       | Catalán 43' | Árbitro: Juan Cardelino       |

| CRUZEIRO:            |  |                  |                                   |     |
|                      |  |                  |                                   |     |
| G                    |  | Wellington       |                                   |     |
| LD                   |  | Balu             |                                   |     |
| Z                    |  | Gilmar Francisco |                                   |     |
| Z                    |  | Heraldo          | Penalizado · Penalizado · Expulso |     |
| LE                   |  | Wladimir         |                                   |     |
| V                    |  | Éder             |                                   |     |
| V                    |  | Ademir           |                                   |     |
| M                    |  | Heriberto        |                                   | 46' |
| M                    |  | Anderson         |                                   |     |
| A                    |  | Robson           |                                   |     |
| A                    |  | Careca           |                                   |     |
| Substituição:        |  |                  |                                   |     |
| A                    |  | Ramon            |                                   | 46' |
| Treinador:           |  |                  |                                   |     |
| Carlos Alberto Silva |  |                  |                                   |     |

| RACING:       |  |                |                                   |     |
|               |  |                |                                   |     |
| G             |  | Fillol         |                                   |     |
| LD            |  | Vázquez        |                                   |     |
| Z             |  | Gustavo Costas |                                   |     |
| Z             |  | Fabbri         |                                   |     |
| LE            |  | Olarán         |                                   |     |
| V             |  | Acuña          |                                   |     |
| V             |  | Ludueña        |                                   |     |
| M             |  | Colombatti     | Penalizado · Penalizado · Expulso |     |
| M             |  | Rubén Paz      |                                   | 79' |
| A             |  | Catalán        |                                   | 72' |
| A             |  | Fernández      |                                   |     |
| Substituição: |  |                |                                   |     |
| A             |  | Medina Bello   |                                   | 72' |
| M             |  | Pérez          |                                   | 79' |
| Treinador:    |  |                |                                   |     |
| Alfio Basile  |  |                |                                   |     |

## Confrontos
|  | Oitavas de final | Oitavas de final   | Oitavas de final | Oitavas de final |                    |          | Quartas de final | Quartas de final | Quartas de final |  |          | Semifinais              | Semifinais              | Semifinais              |   |  | Final            | Final            | Final            | Final            | Final            |
|  |                  |                    |                  |                  |                    |          |                  |                  |                  |  |          | 25 de maio a 3 de junho | 25 de maio a 3 de junho | 25 de maio a 3 de junho |   |  | 13 e 18 de junho | 13 e 18 de junho | 13 e 18 de junho | 13 e 18 de junho | 13 e 18 de junho |
|  |                  |                    |                  |                  |                    |          |                  |                  |                  |  |          |                         |                         |                         |   |  |                  |                  |                  |                  |                  |
|  | 1                | Cruzeiro           | 2                | 1                |                    |          |                  |                  |                  |  |          |                         |                         |                         |   |  |                  |                  |                  |                  |                  |
|  | 16               | Independiente      | 1                | 0                |                    |          |                  |                  |                  |  |          |                         |                         |                         |   |  |                  |                  |                  |                  |                  |
|  | 16               | Independiente      | 1                | 0                |                    | Cruzeiro | 1                | 1                |                  |  |          |                         |                         |                         |   |  |                  |                  |                  |                  |                  |
|  |                  |                    |                  |                  |                    | Cruzeiro | 1                | 1                |                  |  |          |                         |                         |                         |   |  |                  |                  |                  |                  |                  |
|  |                  | Argentinos Juniors | 0                | 0                |                    |          |                  |                  |                  |  |          |                         |                         |                         |   |  |                  |                  |                  |                  |                  |
|  | 8                | Argentinos Juniors | 0                | 0                | Argentinos Juniors | 0        | 2                |                  |                  |  |          |                         |                         |                         |   |  |                  |                  |                  |                  |                  |
|  | 8                |                    |                  |                  | Argentinos Juniors | 0        | 2                |                  |                  |  |          |                         |                         |                         |   |  |                  |                  |                  |                  |                  |
|  | 9                | Peñarol            | 1                | 0                |                    |          |                  |                  |                  |  |          |                         |                         |                         |   |  |                  |                  |                  |                  |                  |
|  | 9                | Peñarol            | 1                | 0                |                    |          |                  |                  |                  |  | Cruzeiro | 2                       | 1                       |                         |   |  |                  |                  |                  |                  |                  |
|  |                  |                    |                  |                  |                    |          |                  |                  |                  |  | Cruzeiro | 2                       | 1                       |                         |   |  |                  |                  |                  |                  |                  |
|  |                  | Nacional           | 3                | 0                |                    |          |                  |                  |                  |  |          |                         |                         |                         |   |  |                  |                  |                  |                  |                  |
|  | 5                | Nacional           | 3                | 0                | Flamengo           | 1        | 3                |                  |                  |  |          |                         |                         |                         |   |  |                  |                  |                  |                  |                  |
|  | 5                |                    |                  |                  | Flamengo           | 1        | 3                |                  |                  |  |          |                         |                         |                         |   |  |                  |                  |                  |                  |                  |
|  | 12               | Estudiantes        | 1                | 0                |                    |          |                  |                  |                  |  |          |                         |                         |                         |   |  |                  |                  |                  |                  |                  |
|  | 12               | Estudiantes        | 1                | 0                |                    | Flamengo | 0                | 0                |                  |  |          |                         |                         |                         |   |  |                  |                  |                  |                  |                  |
|  |                  |                    |                  |                  |                    | Flamengo | 0                | 0                |                  |  |          |                         |                         |                         |   |  |                  |                  |                  |                  |                  |
|  |                  | Nacional           | 3                | 2                |                    |          |                  |                  |                  |  |          |                         |                         |                         |   |  |                  |                  |                  |                  |                  |
|  | 4                | Nacional           | 3                | 2                | Nacional           | -        | -                |                  |                  |  |          |                         |                         |                         |   |  |                  |                  |                  |                  |                  |
|  | 4                |                    |                  |                  | Nacional           | -        | -                |                  |                  |  |          |                         |                         |                         |   |  |                  |                  |                  |                  |                  |
|  | 13               |                    | -                | -                |                    |          |                  |                  |                  |  |          |                         |                         |                         |   |  |                  |                  |                  |                  |                  |
|  | 13               |                    |                  |                  |                    |          |                  |                  |                  |  |          |                         | Cruzeiro                | 1                       | 1 |  |                  |                  |                  |                  |                  |
|  |                  |                    |                  |                  |                    |          |                  |                  |                  |  |          |                         |                         |                         |   |  |                  |                  |                  |                  |                  |
|  |                  | Racing             | 2                | 1                |                    |          |                  |                  |                  |  |          |                         |                         |                         |   |  |                  |                  |                  |                  |                  |
|  | 2                | Racing             | 2                | 1                | Racing             | 2        | 0                |                  |                  |  |          |                         |                         |                         |   |  |                  |                  |                  |                  |                  |
|  | 2                |                    |                  |                  | Racing             | 2        | 0                |                  |                  |  |          |                         |                         |                         |   |  |                  |                  |                  |                  |                  |
|  | 15               | Santos             | 0                | 0                |                    |          |                  |                  |                  |  |          |                         |                         |                         |   |  |                  |                  |                  |                  |                  |
|  | 15               | Santos             | 0                | 0                |                    | Racing   | -                | -                |                  |  |          |                         |                         |                         |   |  |                  |                  |                  |                  |                  |
|  |                  |                    |                  |                  |                    | Racing   | -                | -                |                  |  |          |                         |                         |                         |   |  |                  |                  |                  |                  |                  |
|  |                  |                    | -                | -                |                    |          |                  |                  |                  |  |          |                         |                         |                         |   |  |                  |                  |                  |                  |                  |
|  | 7                |                    | -                | -                |                    |          |                  |                  |                  |  |          |                         |                         |                         |   |  |                  |                  |                  |                  |                  |
|  |                  |                    |                  |                  |                    |          |                  |                  |                  |  |          |                         |                         |                         |   |  |                  |                  |                  |                  |                  |
|  | 10               |                    |                  |                  |                    |          |                  |                  |                  |  |          |                         |                         |                         |   |  |                  |                  |                  |                  |                  |
|  |                  |                    |                  |                  |                    |          | Racing           | 2                | 1                |  |          |                         |                         |                         |   |  |                  |                  |                  |                  |                  |
|  |                  |                    |                  |                  |                    |          |                  |                  |                  |  |          |                         |                         |                         |   |  |                  |                  |                  |                  |                  |
|  |                  | River Plate        | 1                | 1                |                    |          |                  |                  |                  |  |          |                         |                         |                         |   |  |                  |                  |                  |                  |                  |
|  | 6                | River Plate        | 1                | 1                | Grêmio             | 0        | 2                |                  |                  |  |          |                         |                         |                         |   |  |                  |                  |                  |                  |                  |
|  | 6                |                    |                  |                  | Grêmio             | 0        | 2                |                  |                  |  |          |                         |                         |                         |   |  |                  |                  |                  |                  |                  |
|  | 11               | Boca Juniors       | 1                | 0                |                    |          |                  |                  |                  |  |          |                         |                         |                         |   |  |                  |                  |                  |                  |                  |
|  | 11               | Boca Juniors       | 1                | 0                |                    | Grêmio   | 1                | 1                |                  |  |          |                         |                         |                         |   |  |                  |                  |                  |                  |                  |
|  |                  |                    |                  |                  |                    | Grêmio   | 1                | 1                |                  |  |          |                         |                         |                         |   |  |                  |                  |                  |                  |                  |
|  |                  | River Plate        | 0                | 3                |                    |          |                  |                  |                  |  |          |                         |                         |                         |   |  |                  |                  |                  |                  |                  |
|  | 3                | River Plate        | 0                | 3                | River Plate        | 0        | 4                |                  |                  |  |          |                         |                         |                         |   |  |                  |                  |                  |                  |                  |
|  | 3                |                    |                  |                  | River Plate        | 0        | 4                |                  |                  |  |          |                         |                         |                         |   |  |                  |                  |                  |                  |                  |
|  | 14               | Olimpia            | 2                | 0                |                    |          |                  |                  |                  |  |          |                         |                         |                         |   |  |                  |                  |                  |                  |                  |

| Supercopa Libertadores 1988 |
| --------------------------- |
| RACING Campeão (1º título)  |